# Heart of Midlothian FC
Heart of Midlothian Football Club – szkocki zawodowy klub piłkarski z siedzibą w Edynburgu, założony w 1874. Czterokrotny mistrz Szkocji, czterokrotny zdobywca Pucharu Ligi, ośmiokrotny zdobywca Pucharu Szkocji oraz ćwierćfinalista Pucharu UEFA. Lokalny rywal Hibernian F.C. Zespół posiada rozbudowaną sieć fanklubów; najliczniej reprezentowanym jest powstały w 2010 roku The Foundation of Hearts. Finansuje on działalność klubu poprzez składki członkowskie od sympatyków.
Założony w 1874, zespół ma tradycje patriotyczne – szesnastu piłkarzy służyło w trakcie I wojny światowej, z czego siedmiu poległo. W 1890 Hearts był jednym z założycieli Scottish Football League. Na początku swego istnienia klub odnosił sukcesy na arenie narodowej – był mistrzem Szkocji w sezonach 1894/1895 i 1896/1897, czterokrotnie triumfował w Pucharze Szkocji. Następnie, do 1954 klub nie odniósł żadnych sukcesów. Najlepszy okres dla Hearts przypadł na lata 1954–1963 – zespół zdobył Puchar Szkocji (1956), dwukrotnie mistrzostwo Szkocji (sezony 1957/1958, 1959/1960) oraz czterokrotnie Puchar Ligi Szkockiej. W latach 70. XX wieku zespół kilkakrotnie spadał do niższych rozgrywek ligowych, by w sezonie 1983/1984 powrócić do ekstraklasy. Hearts kilkakrotnie awansowali do Pucharu UEFA (np. w sezonie 1986/1987 ulegli Dukli Praga; najlepszym wynikiem klubu w tych rozgrywkach jest ćwierćfinał w sezonie 1988/1989). W latach 90. zespół awansował do finału Pucharu Szkocji (1996), zdobył Puchar (1998) oraz odpadł w 1. rundzie Pucharu UEFA (1999). W sezonie 2005/2006 klub został wicemistrzem ligi szkockiej, spowodowało to możliwość uczestnictwa w kwalifikacjach do Ligi Mistrzów, co było największym sukcesem klubu odniesionym w XXI wieku.

## Historia

### Założenie klubu

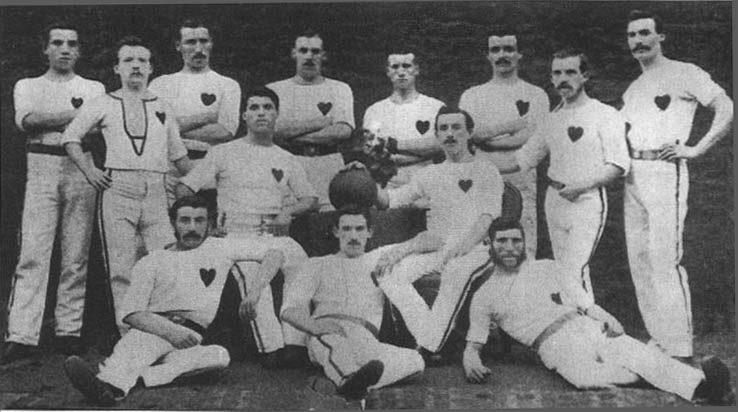
Piłkarze Hearts w strojach klubowych (1875)

Heart of Midlothian Football Club został założony w 1874. Nazwa klubu została zainspirowana nazwą klubu tanecznego w Edynburgu, który natomiast zapożyczył ją z tytułu powieści sir Waltera Scotta – The Heart of Midlothian (polski tytuł: Więzienie w Edynburgu).
Pierwszym kapitanem Hearts został Tom Purdie, wybrany w wyniku demokratycznego głosowania. Początkowo klub rozgrywał swoje mecze na The Meadows, Powburn oraz Powderhall, zanim przeniósł się do dzielnicy Gorgie w 1881. Pięć lat później Hearts przenieśli się na obecny obiekt Tynecastle.
Najwcześniejsza wzmianka o Heart of Midlothian, w kontekście sportowym, pojawiła się w gazecie The Scotsman 20 lipca 1864. Artykuł dotyczył meczu krykieta pomiędzy Scotsman i Heart of Mid-Lothian. Nie jest znane czy był to ten sam klub, który w późniejszym czasie wszedł w skład grona założycieli Heart of Midlothian Football Club.
Hearts był jedynym klubem ze wschodniej Szkocji, który razem z kilkoma innymi drużynami z zachodniej części kraju założył Scottish Football League w 1890. To właśnie w początkowych latach działalności tych rozgrywek klub odnosił znaczące sukcesy, zdobywając mistrzostwo Szkocji w sezonie 1894/1895. Ponadto w 15-letnim okresie, od 1891 do 1906, klub czterokrotnie triumfował w Pucharze Szkocji – w latach: 1891, 1896, 1901 oraz 1906.
Za największy sukces klubu w tamtych czasach uważa się zwycięstwo w Pucharze Szkocji 14 marca 1896. W finale tych rozgrywek spotkały się dwie drużyny mające siedzibę w Edynburgu: Heart of Midlothian oraz Hibernian. Drużyna Hearts, w meczu rozegranym na Logie Green, w jedynym finale rozegranym poza Glasgow, pokonała lokalnego rywala 3:1. Jednym z najwybitniejszych piłkarzy, grających w bordowej koszulce był 29-krotny reprezentant Szkocji Bobby Walker. W 222 meczach, rozegranych w latach 1896–1919, strzelił 142 bramki.

### Pierwsza połowa XX wieku
W listopadzie 1914 Hearts przewodzili w pierwszej lidze ostatecznie kończąc na drugim miejscu w tabeli ligowej. W owym czasie nastąpił wybuch pierwszej wojny światowej, która znacząco wpłynęła na historię zespołu. Szesnastu piłkarzy wstąpiło do Armii Brytyjskiej, służąc w: 16th Royal Scots (McCrae Batalion) oraz The First Royal Scots. Oprócz piłkarzy w jednostkach tych służyło wielu trenerów, działaczy oraz samych sympatyków klubu. Już w bitwie nad Sommą w 1916 trzech piłkarzy Hearts poległo na linii frontu. Ogólny bilans walk Wielkiej Wojny zamknął się liczbą siedmiu poległych zawodników Hearts
Po wojnie, zawodnicy, którzy przeżyli grali dalej w zespole. W 1922 uhonorowano poległą siódemkę, stawiając dla uczczenia ich ofiarności memoriał. Pomnik znajduje się w Haymarket, w pobliżu biura, w którym gracze zaciągnęli się do wojska.
Z wydarzeniami na kontynencie zbiegł się długi okres niepowodzeń Hearts w rozgrywkach ligowych i pucharowych, trwający od 1906 do 1954.

### 1954–1963: Złota dekada

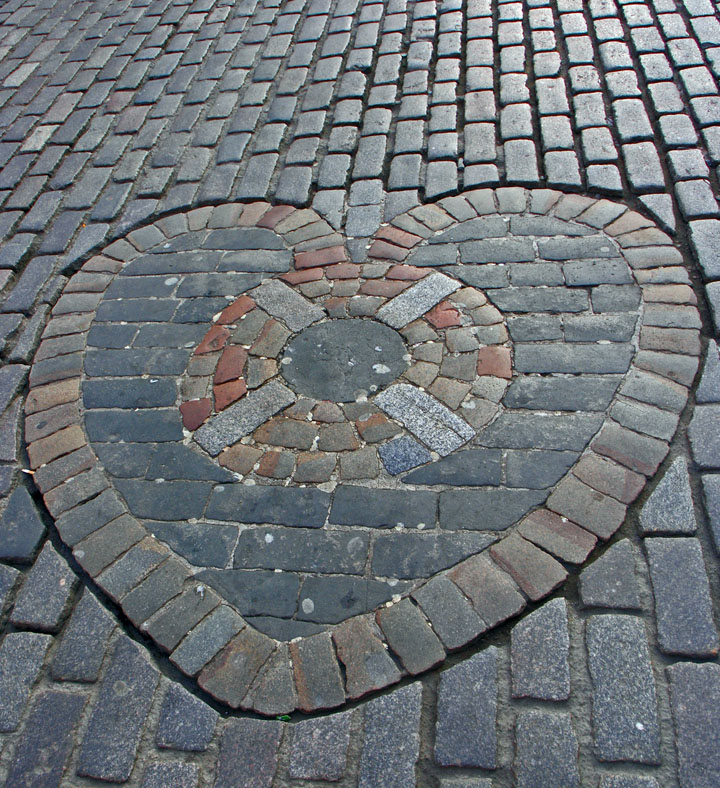
Herb Heart of Midlothian na chodniku na ulicy Royal Mile w Edynburgu

Złoty okres klubu nastąpił w latach: 1954–1963. Wówczas menedżer Tommy Walker doprowadził w 1956 do zdobycia Pucharu Szkocji. Ponadto w tym okresie Jambos dwukrotnie zdobyli mistrzostwo Szkocji w sezonach: 1957/1958 oraz 1959/1960. Sezon 1957/1958 w wykonaniu Heart of Midlothian, okazał się być jednym z najlepszych w historii szkockiej ligi. Hearts w 32 spotkaniach zdobyli 62 punkty, 29 spotkań wygrywając, 4 remisując oraz jedno przegrywając. Na zakończenie sezonu ich przewaga nad drugimi w tabeli Rangers wyniosła 13 punktów. Niewątpliwym wyczynem było również strzelenie 132 bramek (jest to nadal niepobity rekord szkockiej pierwszej ligi) przy stracie zaledwie 29 goli. Do tych sukcesów należy dodać również czterokrotny triumf w Pucharze Ligi Szkockiej w sezonach: 1954/1955, 1955/1956, 1958/1959, 1959/1960 oraz 1962/1963.
Sukcesy krajowe nie przełożyły się jednak na wyniki w europejskich pucharach. W sezonie 1958/59 klub zadebiutował w rozgrywkach o Puchar Europy. W eliminacjach Hearts spotkali się z ówczesnym mistrzem Belgii – Standardem Liège. W pierwszym spotkaniu w Liège, Hearts ulegli 1:5. Strzelcem honorowej bramki, a zarazem pierwszego gola dla Heart of Midlothian w europejskich pucharach był Ian Crawford. W rewanżu rozegranym na Tynecastle Stadium, w obecności 39 500 widzów, po bramkach Williego Baulda Hearts wygrali 2:1. Rywalizacja między drużynami zakończyła się stosunkiem bramek 6:3 dla Standardu, który awansował do dalszych rozgrywek.
Po wywalczeniu mistrzostwa Szkocji w 1959/1960, klub zakwalifikował się ponownie do rozgrywek o Puchar Europy w sezonie 1960/1961. W rundzie eliminacyjnej Jam Tarts zmierzyli się z SL Benfica – późniejszym triumfatorem całych rozgrywek. Pierwszy mecz w Edynburgu wygrała SL Benfica 2:1 (bramka dla Hearts: Alex Young). W rewanżu w Lizbonie, portugalski klub pokonał Hearts 3:0.

### Lata 1965–1983
Od połowy lat 60. sytuacja Hearts, jak wielu innych szkockich klubów, uległa pogorszeniu. Oprócz Celtiku i Rangers, kluby szkockie nie były w stanie rywalizować na płaszczyźnie finansowej z angielskimi drużynami. Kluby z Anglii podkupywały młodych, utalentowanych zawodników oferując im umowy na lepszych warunkach finansowych. Zjawisko to nasiliło się w latach siedemdziesiątych oraz na początku lat osiemdziesiątych.
Skutkiem tego zjawiska była nieustabilizowana forma Jambos. W sezonie 1975/1976 klub zajął 5 pozycję w lidze, docierając równocześnie do finału Pucharu Szkocji. W finałowej rozgrywce Hearts ulegli drużynie Rangers F.C. 1:3. Przegrany finał Pucharu Szkocji zapewnił jednak klubowi ze stolicy Szkocji start w rozgrywkach Pucharu Zdobywców Pucharów w kolejnym sezonie.
Początkowo nic nie zwiastowało, że sezon 1976/1977 okaże się jednym z najsłabszych sezonów w historii klubu. W 1/16 Pucharu Zdobywców Pucharów, Hearts pokonali w dwumeczu drużynę Lokomotive Lipsk. Mimo iż w NRD spotkanie zakończyło się wygraną gospodarzy 2:0, to w rewanżu Szkoci rozgromili swoich przeciwników 5:1. W 1/8 rozgrywek klub okazał się gorszy od Hamburgera SV i odpadł z dalszej rywalizacji, tracąc łącznie 8 bramek. Słabsza postawa zespołu w Pucharze Zdobywców Pucharów, przełożyła się również na rozgrywki ligowe, które klub zakończył na dziewiątej pozycji. 27 punktów zgromadzonych pod koniec rozgrywek Scottish Premier Division, nie zapewniło utrzymania drużynie z Edynburga, która spadła do Scottish League Division One (odpowiednik II ligi).
W następnym sezonie, (1977/1978) Jambos zdobywając 58 punktów, zajęli drugie miejsce gwarantujące powrót do Premier Division. W 1978/1979 klub ponownie opuścił najwyższą klasę rozgrywek, plasując się na przedostatnim, dziewiątym miejscu. W rok później Hearts triumfowali w Scottish League Division One zdobywając 53 punkty. Nie wystarczyło to jednak, aby utrzymać się w następnym sezonie w pierwszej lidze, z której Hearts spadli zajmując ostatnie, dziesiąte miejsce. W 32 spotkaniach piłkarze Hearts zgromadzili zaledwie 18 punktów, przegrywając 24 spotkania. W kolejnym sezonie spędzonym w II lidze, zespołowi nie udało się awansować, gdyż przegrał rywalizację z Motherwell F.C. oraz Kilmarnock F.C. Zajmując trzecie miejsce, klub przegrał awans z drugim Kilmarnock zaledwie jednym punktem różnicy.
Sezon 1982/1983 okazał się lepszym w wykonaniu Hearts, którzy zajęli 2. miejsce dające awans. W 39 meczach Hearts zgromadzili 54 punkty, ustępując o jeden punkt St. Johnstone F.C. Była to zasługa Wallace Mercera – nowego prezesa klubu mianowanego w 1981.

### Powrót do I ligi
Sezon 1983/1984 był prawdziwym wyzwaniem i ważnym sprawdzianem, dla klubu który spędził 3 lata rozgrywając swoje mecze w II lidze. Jako beniaminek, Hearts zajęli 5 lokatę, ponadto wyróżniającym się piłkarzem był John Robertson.
Równocześnie klub zakwalifikował się do rozgrywek Pucharu UEFA sezonu 1984/1985. W 1/32 Hearts zmierzyli się z francuskim Paris Saint-Germain ulegając na wyjeździe 0:4. Spotkanie na Tynecastle Stadium zakończyło się wynikiem 2:2.
Dopiero sezon 1985/1986 ukazał prawdziwą siłę i możliwości zespołu, który podjął równorzędną walkę o tytuł mistrzowski z Celtikiem. Rywalizacja tych drużyn była bardzo zacięta i wyrównana. Po rozegraniu 35 z 36 kolejek ligowych, prowadzili Hearts, którzy zgromadzili 50 punktów, Celtowie zaś zdołali zgromadzić 48 oczek. O tytule mistrzowskim zadecydować miała ostatnia kolejka w której Hearts grali z Dundee F.C. na Dens Park, natomiast Celtic F.C. przeciwko St. Mirren F.C. na St. Mirren Park. „Sercom” do zdobycia upragnionego trofeum wystarczał remis. Hearts przegrali jednak 0:2. Ich rywal w walce o mistrzostwo wykorzystał nadarzającą się szansę, gromiąc St Mirren 5:1. Mimo iż obie drużyny zgromadziły taką samą ilość punktów – 50, to tytuł mistrzowski przypadł drużynie z Glasgow. Zadecydował o tym korzystniejszy bilans bramkowy. „Serca” musiały się zadowolić się wyłącznie wicemistrzostwem ligi, co było dużym wyczynem zważywszy na fakt, że trzy lata wcześniej klub grał w II szczeblu rozgrywek ligowych.
W związku z zajęciem drugiej lokaty, klub wystąpił w europejskich pucharach, kwalifikując się do rozgrywek Pucharu UEFA sezonu 1986/1987. W 1/32 przeciwnikiem Hearts był czeski klub Dukla Praga. Spotkanie na Tynecastle Stadium zakończyło się zwycięstwem 3:2. W rewanżu w Pradze lepsi okazali się Czesi, którzy wygrali 1:0 i awansowali do następnej rundy.
W kolejnym sezonie „Serca” uplasowały się poza czołówką zajmując 5. miejsce w lidze. W sezonie 1987/1988 klub wywalczył wicemistrzostwo Szkocji, ponownie ustępując miejsca na podium Celtom.
Tytuł wicemistrzowski dał szansę drużynie z Edynburga na start w rozgrywkach Pucharu UEFA. Sezon 1988/1989 okazał się najlepszym sezonem w wykonaniu Hearts w europejskich pucharach. Klub pokonując kolejno: St. Patrick’s Athletic Dublin (1/32), Austrię Wiedeń (1/16) oraz Velež Mostar (1/8) dotarł do ćwierćfinału tych rozgrywek. W 1/4 finału przeciwnikiem szkockiej drużyny był utytułowany Bayern Monachium. Pierwszy mecz został rozegrany na Tynecastle 28 lutego 1988. Hearts pokonali Bawarczyków 1:0 po bramce Iaina Fergusona. W rewanżu „Serca” uległy niemieckiemu klubowi 0:2 na Stadionie Olimpijskim w Monachium. Niemniej jednak, ćwierćfinał Pucharu UEFA oraz triumf nad Bayernem Monachium uważa się za największe sukcesy w europejskich pucharach w całej historii klubu.

### Lata 90.
Początek lat 90. w wykonaniu Hearts zapowiadał się obiecująco, szczególnie po tym jak w sezonie 1991/1992 ponownie wywalczyli wicemistrzostwo Szkocji, przegrywając jedynie z Rangers F.C.. W następnych latach nie udało się jednak powtórzyć podobnego sukcesu. Sytuację w klubie pogarszał fakt, że Hearts na kolejny triumf w rozgrywkach ligowych bądź pucharowych, czekali od ponad 30 lat. Za przyczynę braków upatrywano kolejnych szkoleniowców „Serc”. Joe Jordan, Sand Clark oraz Tommy McLean zostali kolejno zwolnieni w ciągu dwóch lat (1993–1995) z funkcji trenera. Kryzys szkoleniowy połączony był ze wzrostem pozycji hegemonów z Glasgow: Celtic F.C. oraz Rangers F.C., z którymi większości szkockich klubów trudno było rywalizować na płaszczyźnie sportowej i finansowej.
Mimo że Hearts nie zdobyli w tym okresie żadnego trofeum, to kibice byli z nich dumni z jednego powodu: piłkarze Heart of Midlothian rozegrali 22 kolejne mecze ligowe bez porażki z rywalem zza miedzy – Hibernian F.C.
W 1995 zatrudniono Jima Jefferiesa, byłego piłkarza Hearts w latach 1967–1981, na stanowisku trenera. Decyzja ta przyniosła oczekiwane efekty już w następnym sezonie 1995/1996. „Serca” dotarły wtedy do finału rozgrywek Pucharu Szkocji. w finale, rozegranym 18 maja 1996 Hearts nie sprostali jednak drużynie Rangers F.C. ulegając 1:5. Przegrany finał był jednak zapowiedzią powrotu Hearts do czołówki Scottish Premier League.
Przełamanie złej passy bez trofeów nastąpiło w 1998 roku. W finałowym meczu Pucharu Szkocji, rozegranym na Celtic Park 16 maja 1998, Hearts wygrali z Rangers F.C. 2:1, biorąc rewanż za porażkę sprzed dwóch lat. Był to pierwszy tytuł wywalczony przez klub po 35-letniej przerwie.
Przez następne kilka lat forma Hearts wahała się. Dzięki zajęciu trzeciego miejsca w sezonie 1999/2000 klub mógł wystąpić w rozgrywkach Pucharu UEFA. Mimo że zespół odpadł w 1 rundzie, był bliski wyeliminowania niemieckiego zespołu VfB Stuttgart, wygrywając na Tynecastle Stadium 3:2.
W grudniu 2000 były kapitan zespołu – Craig Levein, zastąpił Jima Jefferiesa na stanowisku trenera. Nowy menedżer powtórzył sukces poprzednika, doprowadzając Hearts do trzeciego miejsca w lidze w sezonie 2002/2003, dającego kwalifikacje do Pucharu UEFA. Tam „Serca” trafiły na francuski klub Girondins Bordeaux. Mimo że na Parc Lescure Hearts wygrali 1:0, to na Tynecastle Stadium zespół z Bordeaux odrobił straty, wygrywając 2:0. Kolejny sezon przyniósł ponownie trzecie miejsce w lidze oraz start w Pucharze UEFA, tym razem w nowej formule. W pierwszej rundzie drużynie z Edynburga przyszło się zmierzyć z portugalskim klubem SC Braga. W meczu na Tynecastle Jambos pokonali SC Bragę 3:1. W rewanżu zaś uzyskali korzystny dla siebie remis 2:2. W fazie grupowej Pucharu UEFA klub wylosował: Feyenoord, FC Schalke 04, Ferencvárosi TC oraz FC Basel. W czterech meczach klub odnotował zaledwie jedną wygraną – z FC Basel – oraz 3 porażki. Z powodu słabej postawy swojej drużyny do dymisji podał się trener Craig Levein, który odszedł do Leicester City. Stało się to w październiku 2004, w trakcie rywalizacji o Puchar UEFA.
Działacze klubu byli zmuszeni rozpocząć poszukiwania nowego menedżera. Nie było zaskoczeniem, że została nim legenda klubu – John Robertson. Był on tak związany z Hearts, że zrezygnował z posady w Inverness Caledonian Thistle, aby dołączyć do drużyny. Pod jego wodzą Hearts odnotowali jedyne zwycięstwo w fazie grupowej, wygrywając w Bazylei.
W 2004 manager zarządzający, Chris Robinson, ogłosił plany sprzedaży Tynecastle Stadium, który „nie dostosowuje się do zakładanych celów”. W związku z tym klub zakładał wynajęcie obiektu Murrayfield od Scottish Rugby Union. Działania te były wymuszone narastającym zadłużeniem Heart of Midlothian, a były bardzo niepopularne wśród kibiców. Zorganizowali oni kampanię „Save Our Hearts” (pl. „Uratujcie nasze serca”), której celem było zmuszenie zarządu do odstąpienia od sprzedaży obiektu Robinson przeforsował jednak plan sprzedaży, zawierając wstępną umowę kupna z firmą deweloperską, opiewającą na 20 milionów funtów.

### Prezesura Władimira Romanowa (2004-2013)
Problemy finansowe Hearts w 2004 sprawiły, że w działalność klubu włączył się litewski biznesmen rosyjskiego pochodzenia – Władimir Romanow, którego posunięcia ochrzczono mianem „Rewolucji Romanowa”. Po tym, jak Romanow rozpoczął negocjacje w sprawie przejęcia pakietu akcji Hearts, zagrożenie sprzedaży Tynecastle Stadium, ku uciesze kibiców zostało oddalone. W lutym 2005 Litwin zdołał zakupić akcje Leslie Deansa i Chrisa Robinsona. Jego grupa inwestycyjna zdobyła pulę 29,9% akcji klubu, powiększając ją w grudniu do 80%. W ten sposób Romanow stał się właścicielem pakietu większościowego Heart of Midlothian F.C..
Na początku działalności wyłożył 4 500 000 funtów na bieżącą działalność klubu i spłatę zobowiązań wobec wierzycieli. Równocześnie Romanow ogłosił, że celem Hearts jest triumf w rozgrywkach Ligi Mistrzów. Działania te pociągnęły za sobą również zmiany kadrowe w spółce. Dyrektor do spraw sportowych – Chris Robinson zrezygnował ze stanowiska. Jego zwierzchnika na stanowisku Chief Executive Officer – Siergejusa Fedotowasa zastąpił były szef Szkockiego Związku Rugby – Phil Anderton, mianowany 3 marca 2005. 9 maja John Robertson, zrezygnował z zajmowanego stanowiska trenera. Rezygnacja Robertsona spotkała się z zaniepokojeniem wśród kibiców. Były szkoleniowiec Ipswich Town i Derby County – George Burley, został 30 czerwca 2005 zatrudniony na jego miejsce.

#### Sezon 2005/06

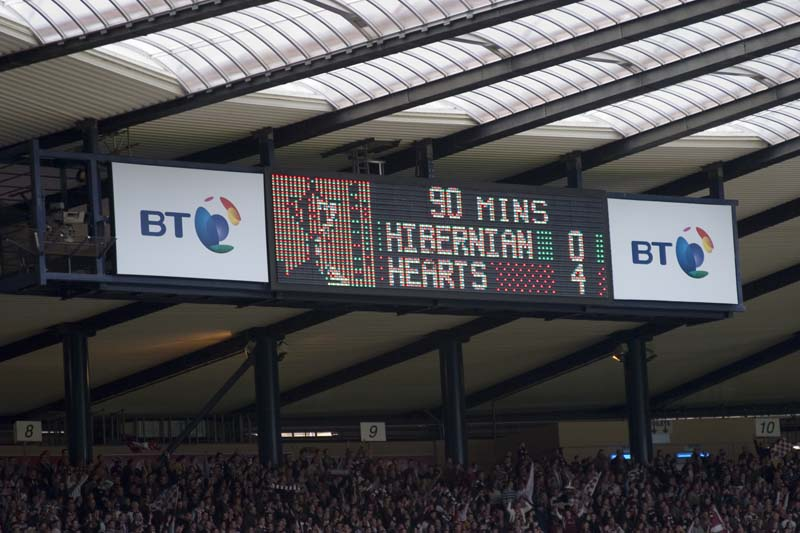
Telebim pokazujący wynik półfinału Pucharu Szkocji

Na początku sezonu, wielu fanów Hearts wierzyło, że przy finansowym wsparciu Romanowa i doświadczeniu Burleya, klub jest w stanie sięgnąć po mistrzostwo ligi w sezonie 2005/2006.
Klub z Edynburga w odnotował serię 8 kolejnych zwycięstw, włączając w to wygraną 1:0 nad ówczesnym mistrzem – zespołem Rangers F.C..
Po 10 spotkaniach bez porażki oraz objęciu fotelu lidera, zarząd klubu Heart of Midlothian postanowił zwolnić Burleya. Odbyło się to 22 października 2005, na godziny przed ligowym meczem z Dunfermline Athletic (Hearts wygrali spotkanie 2:0 pod wodzą tymczasowego trenera Johna McGlynna), w atmosferze skandalu. Krążyły pogłoski, że Burley nie miał dobrych stosunków z właścicielem klubu – Władimirem Romanowem i to było powodem jego zwolnienia. John McGlynn został tymczasowo wyznaczony na stanowisko trenera. Pod jego wodzą Hearts rozegrali 4 spotkania, odnosząc pierwszą ligową porażkę z Hibernian F.C. Spotkanie z lokalnym rywalem poprzedzone zostało zwolnieniem dyrektora zarządzającego Phila Andertona. Na znak protestu do dymisji podał się również ówczesny prezes klubu George Foulkes, którego zastąpił na tym stanowisku syn właściciela – Roman Romanow.
Prezes poinformował kibiców klubu, że Burleya zastąpi trener „najwyższej klasy”. Pogłoski łączyły stanowisko trenera Hearts z nazwiskami takimi jak Kevin Keegan, Bobby Robson, Claudio Ranieri, Ottmar Hitzfeld.
7 listopada 2005 zatrudniono na stanowisku szkoleniowca Grahama Rixa, byłego trenera Chelsea, Portsmouth, Oxford United. Podobnie jak McGlynn z Hearts nie odniósł z nimi znaczących sukcesów. W dziewiętnastu rozegranych meczach „Serca” wygrały jedynie dziewięć razy spadając z pozycji lidera na drugie miejsce w tabeli.
Trzy miesiące po objęciu stanowiska, 7 lutego 2006, na światło dzienne wypłynęła informacja o atmosferze panującej w szatni. Według zawodników, trener Graham Rix miał powiedzieć, że skład ustala osobiście Romanow, który „pociąga za sznurki” (ang. „pulling the strings”). Ostatecznie Anglik pożegnał się z Edynburgiem 22 marca 2006. Jego miejsce zajął były szkoleniowiec FBK Kowno, Valdas Ivanauskas.

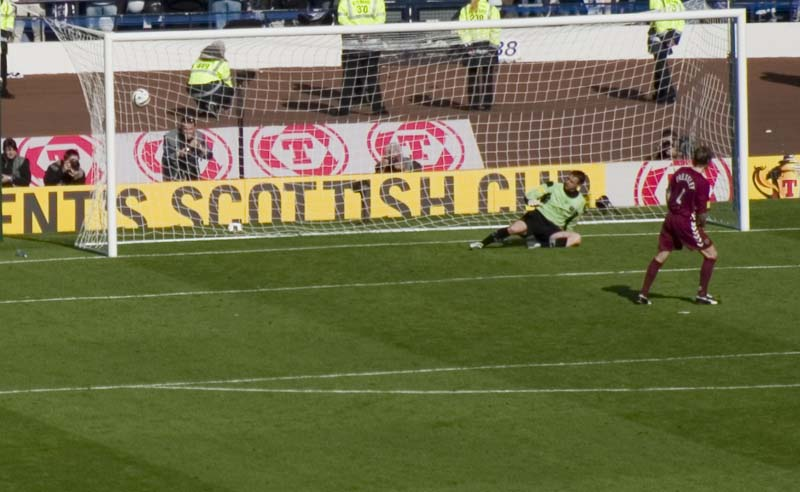
Steven Pressley strzela karnego w finale Pucharu Szkocji

 13 maja 2006 na stadionie Hampden Park, Hearts zmierzyli się z zespołem Gretna F.C. w finale Pucharu Szkocji. Po regulaminowym czasie gry oraz dwóch dogrywkach utrzymywał się wynik 1:1, a o losie pucharu zadecydować miały rzuty karne. W karnych lepszy okazał się zespół z Edynburga pokonując Gretna F.C. 4:2.
Zasługą litewskiego trenera było również wywalczenie wicemistrzostwa Szkocji, które zagwarantowało „Sercom” udział w kwalifikacjach do Ligi Mistrzów w następnym sezonie.

#### Sezon 2006/07
Przed rozpoczęciem sezonu 2006/2007, w przerwie letniej, z klubu odeszli Rudolf Skácel (do Southampton) oraz, po konfliktach w klubie, Andy Webster (do Wigan). Wypożyczono natomiast chilijskiego napastnika Mauricio Pinillę oraz Christosa Karipidisa z PAOK FC. Skład zespołu został uzupełniony poprzez wypożyczenie litewskich piłkarzy – Mariusa Žaliūkasa, Kęstutisa Ivaškevičiusa, Andriusa Velički oraz Romana Bednářa z FBK Kowno, klubu będącego również własnością Romanowa. Wskutek tego liczba litewskich piłkarzy w szkockim klubie wzrosła do dziewięciu.
Hearts na arenę rozgrywek pucharowych wybrali stadion Murrayfield. Decyzja ta kierowana była względami finansowymi, ponieważ Murrayfield Stadium posiadał większą widownię niż Tynecastle, co oznaczało wzrost wpływów z biletów dla klubu.
W drugiej rundzie eliminacji Champions League Hearts trafili na mistrza Bośni i Hercegowiny – Široki Brijeg. W pierwszym spotkaniu rozegranym w Edynburgu „Serca” wygrały 3:0. W rewanżu, w Bośni, padł bezbramkowy remis, dający awans Szkotom. W kolejnej rundzie rywalami Hearts był klub AEK Ateny. W meczu na Murrayfield Stadium do 85 minuty utrzymywał się korzystny dla gospodarzy, wynik 1:0. Spotkanie to zakończyło się jednak porażką Jambos 1:2 po tym, jak Grecy strzelili 2 bramki w ostatnich 5 minutach. W rewanżu rozegranym na zmodernizowanym Stadionie Olimpijskim w Atenach, AEK Ateny odniósł zwycięstwo 3:0. Porażka klubu w kwalifikacjach Ligi Mistrzów oznaczała, że „Serca” dołączyły do drużyn biorących udział w rozgrywkach Pucharu UEFA. W meczu 1 rundy Pucharu UEFA z czeską Spartą Praga, rozegranym na Murrayfield 14 września 2006, Hearts ulegli 0:2. Remisując 0:0 w Pradze, klub odpadł z dalszych rozgrywek pucharowych.
W lidze forma Hearts była niestabilna. Drużyna odnotowała porażki na Ibrox Park oraz z St. Mirren F.C. na Tynecastle Stadium, jak również dwa zwycięstwa nad Motherwell (1:0) i Aberdeen (3:1).
23 października 2006 szkoleniowiec Valdas Ivanauskas wziął dwutygodniowy urlop w związku z chorobą. Władimir Romanow stwierdził: Mam pełne zaufanie do Valdasa i spodziewam się jego powrotu.
Dyrektor sportowy, Eduard Małofiejew, zastąpił Ivanauskasa, stając się 7 trenerem Hearts w ciągu 20 miesięcy. 27 listopada Litwin powrócił na zajmowane stanowisko piastując je przez następne 4 miesiące. 20 marca 2007 za obopólną zgodą: klubu i Ivanauskasa, rozwiązano jego kontrakt z klubem.

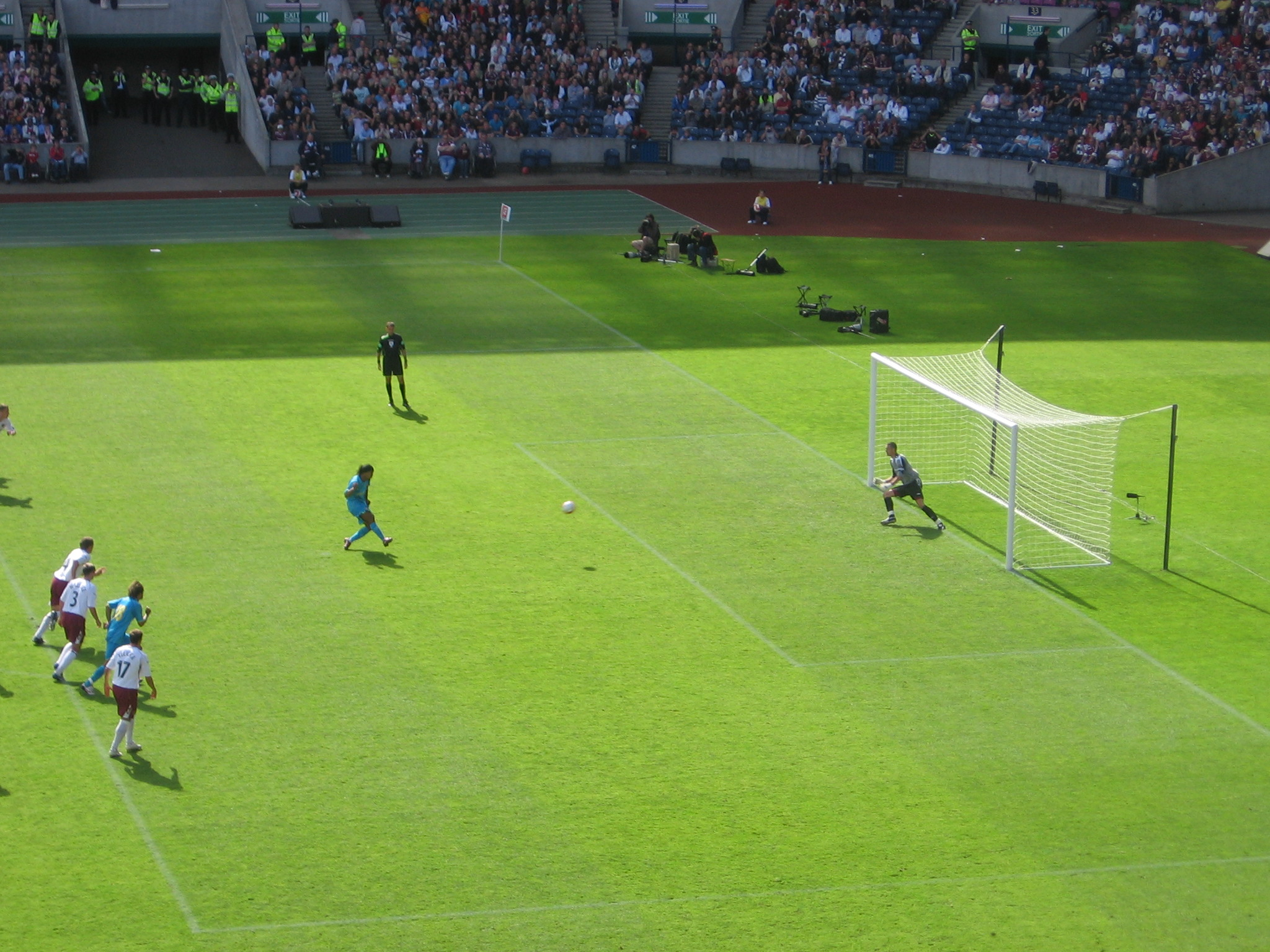
Mecz z FC Barcelona rozegrany na Murrayfield Stadium, na zdjęciu Ronaldinho i Craig Gordon (2007)

Atmosfera w klubie stawała się coraz bardziej napięta za sprawą właściciela. 27 października 2006, Romanow ostrzegł swoich piłkarzy, że jeżeli nie wygrają najbliższego spotkania z Dunfermline Athletic F.C. zostaną wystawieni na listę transferową. Kapitan Hearts – Steven Pressley w wydanym oświadczeniu, przed meczem z Dunfermline, wyraził zaniepokojenie piłkarzy panującą sytuacją w klubie. Piłkarz wspomniał o „znaczącym niepokoju”, który panuje w szatni Hearts. Spotkanie zakończyło się remisem 1:1. 13 listopada 2006, Pressley został odsunięty od meczu w Falkirk, z Falkirk F.C. Inny zawodnik „Serc” – Paul Hartley, który był obecny podczas odczytania oświadczenia, został posadzony na ławkę rezerwowych. Pressley powrócił do składu 19 listopada w przegranym 0:1 meczu z Rangers. Hartley wystąpił w tym spotkaniu przejmując od Pressleya opaskę kapitańską. 9 grudnia kontrakt Stevena Pressleya został rozwiązany za porozumieniem stron. Zawodnik przeszedł na zasadzie wolnego transferu do Celticu i już 1 stycznia 2007, wraz z nowymi kolegami pokonał swój dawny zespół 2:1. W przerwie zimowej, Paul Hartley został sprzedany za kwotę 1 100 000 funtów i również przeszedł do The Bhoys.
Porażka 1:0 z Dunfermline Athletic F.C. poniesiona 3 lutego 2007, ostatecznie pogrzebała szanse klubu na wywalczenie Pucharu Szkocji. 2 marca Anatolij Koroboczka ogłosił, iż rezygnuje ze stanowiska dyrektora sportowego, jednocześnie obejmując stanowisko tymczasowego trenera. Ostatecznie Hearts z 61 punktami uplasowali się na 4. miejscu w Scottish Premier League.
28 lipca 2007 na stadionie Murrayfield w Edynburgu przygotowując się do nowego sezonu, Hearts rozegrali mecz z FC Barcelona; spotkanie zakończyło się porażką Szkotów 1:3 jedyną bramkę dla Jambos strzelił Juho Mäkelä. Spotkanie cieszyło się dużym zainteresowaniem- mecz obejrzało ponad 57 000 kibiców.

#### Sezon 2007/08
Przed rozpoczęciem rozgrywek w sezonie do Jambos przyszedł Stephen Frail, którego mianowano asystentem Koroboczki. Nowy sezon piłkarze Hearts rozpoczęli od porażki z zespołem Hibernian 0:1. Drużyna kontynuowała sezon, remisując z Gretna F.C. 1:1, i przegrywając z przedsezonowymi triumfatorami rozgrywek, Celtic F.C., 0:5. Postawa klubu oburzyła kibiców, dlatego zdecydowano się, za pośrednictwem Szkota Stephena Fraila, porozmawiać z zawodnikami.
31 grudnia 2007 Władimir Romanow ogłosił, iż w związku z pięcioma kolejnymi porażkami w lidze, które spowodowały, że klub spadł na przedostatnią lokatę w tabeli – jedenastą, wyznaczyć brytyjskiego menedżera, który miałby kontrolę nad wydarzeniami w drużynie. Po tym wydarzeniu, Stephen Frail został tymczasowym menedżerem. Po zakończeniu sezonu, w którym klub zajął ósmą pozycję w tabeli ligi, nie przedłużył umowy z klubem. W Pucharze Szkocji Hearts poniosło porażkę 0:1 w pierwszym meczu czwartej rundy, natomiast w rewanżu, który odbył się 22 stycznia 2008, padł wynik 2:2, który oznaczał odpadnięcie Jambos z rywalizacji o krajowy puchar. W półfinale Pucharu Ligi Szkockiej, 30 stycznia 2008, Rangers F.C. pokonał Serca 2:0. Najskuteczniejszy napastnik – Andrius Velička, który strzelił w sezonie jedenaście goli, został sprzedany do Viking FK za 1 mln funtów.

#### Sezon 2008/09
W związku z ósmą pozycją w tabeli na koniec poprzedniego sezonu, 11 lipca 2008 władze klubu poinformowały opinię publiczną, że nowym szkoleniowcem został węgierski trener o rumuńskich korzeniach, Csaba László. Klub rozpoczął sezon od wygranej 3:2 przeciwko Motherwell F.C.. Dzięki dobrym rezultatom, drużyna uplasowała się na drugim miejscu w tabeli SPL po siedmiu rozegranych meczach. We wrześniu, z powodu błędów technicznych, piłkarze Hearts jak i sztab szkoleniowy zespołu nie otrzymali na czas pensji, co zostało następnie uregulowane.
Po niekorzystnym dla Hearts październiku (dwa remisy, jedna porażka), w listopadzie drużyna odniosła pięć zwycięstw z rzędu, kończąc passę 13 grudnia 2008, gdzie zremisowała z Celtic F.C. 1:1. Podczas styczniowego okienka transferowego za 2,5 mln funtów został sprzedany Christophe Berra do Wolverhampton Wanderers, natomiast opaskę kapitańską przejął od niego Robbie Neilson. Klub zakończył sezon ligowy na trzeciej pozycji w tabeli; w ramach ostatniej, 38. kolejki, zremisował 0:0 z Celtic F.C..
Rozgrywki w Pucharze Ligi Szkockiej w sezonie 2008/2009 piłkarze Hearts rozpoczęli od drugiej rundy, gdzie odpadli z Airdrie United F.C. 0:0 (0:0 również w pierwszym meczu, 3:4 w karnych dla Airdrie).
Natomiast w czwartej rundzie Pucharu Szkocji drużyna Hearts odniosła zwycięstwo w Edynburgu z miejscowym rywalem, Hibernian F.C. 2:0. Jambos zakończyli zmagania po piątej rundzie, gdzie przegrali na Tynecastle Stadium z Falkirk F.C. 0:1.

#### Sezon 2009/10
13 sierpnia 2009 roku, przed rozpoczynającym się sezonem 2009/2010 trener Csaba László ogłosił, że kapitanem drużyny Hearts zostanie Michael Stewart, zaś wicekapitanem – Marius Žaliūkas
Z rozgrywek o Puchar Ligi Europy piłkarze Hearts odpadli w rundzie play-off, przegrywając na wyjeździe z Dinamo Zagrzeb 0:4 oraz wygrywając u siebie 2:0.
Z powodu postawy piłkarzy Hearts w lidze (6. miejsce w SPL), 29 stycznia 2010 roku zwolniono Csabę László i zatrudniono nowego trenera – Jima Jefferiesa.

## Sukcesy
- Mistrzostwo Szkocji (4): 1894/95, 1896/97, 1957/58, 1959/60[39]
- Wicemistrzostwo Szkocji (14): 1893/94, 1898/99, 1903/04, 1905/06, 1914/15, 1937/38, 1953/54, 1956/57, 1958/59, 1964/65, 1985/86, 1987/88, 1991/92, 2005/06[39]
- Puchar Szkocji (8): 1880/81, 1895/96, 1900/01, 1905/06, 1955/56, 1997/98, 2005/06[39], 2011/12
- Finał Pucharu Szkocji (9): 1902/03, 1906/07, 1967/68, 1975/76, 1985/86, 1995/96, 2018/19, 2019/20[39], 2021/22
- Puchar Ligi Szkockiej (4): 1954/55, 1958/59, 1959/60, 1962/63[39]
- Finał Pucharu Ligi Szkockiej (3): 1961/62, 1996/97[39], 2012/13
- Mistrzostwo First Division[142] (1): 1979/80[39]
- ćwierćfinał Pucharu UEFA: 1988/1989[39].

### Finały pucharów z udziałem klubu
| Finały Pucharu Szkocji | Finały Pucharu Szkocji    | Finały Pucharu Szkocji |
| Data                   | Przeciwnik                | Wynik                  |
| ---------------------- | ------------------------- | ---------------------- |
| 7 lutego 1891          | Dumbarton F.C.            | 1:0                    |
| 14 marca 1896          | Hibernian F.C.            | 3:1                    |
| 6 kwietnia 1901        | Celtic F.C.               | 4:3                    |
| 11 kwietnia 1903       | Rangers F.C.              | 1:1                    |
| 18 kwietnia 1903       | Rangers F.C.              | 0:0                    |
| 25 kwietnia 1903       | Rangers F.C.              | 0:2                    |
| 28 kwietnia 1906       | Third Lanark F.C.         | 1:0                    |
| 20 kwietnia 1907       | Celtic F.C.               | 0:3                    |
| 21 kwietnia 1956       | Celtic F.C.               | 3:1                    |
| 27 kwietnia 1968       | Dunfermline Athletic F.C. | 1:3                    |
| 1 maja 1976            | Rangers F.C.              | 1:3                    |
| 10 maja 1986           | Aberdeen F.C.             | 0:3                    |
| 18 maja 1996           | Rangers F.C.              | 1:5                    |
| 16 maja 1998           | Rangers F.C.              | 2:1                    |
| 13 maja 2006           | Gretna F.C.               | 1:1 (k. 4:2)           |
| 19 maja 2012           | Hibernian F.C.            | 5:1                    |
| 25 maja 2019           | Celtic F.C.               | 1:2                    |
| 20 grudnia 2020        | Celtic F.C.               | 3:3 (k. 3:4)           |
| 21 maja 2022           | Rangers F.C.              | 0:2 dogr.              |

| Finały Pucharu Ligi Szkockiej | Finały Pucharu Ligi Szkockiej | Finały Pucharu Ligi Szkockiej |
| Data                          | Przeciwnik                    | Wynik                         |
| ----------------------------- | ----------------------------- | ----------------------------- |
| 23 października 1954          | Motherwell F.C.               | 4:2                           |
| 25 października 1958          | Partick Thistle Glasgow       | 5:1                           |
| 24 października 1959          | Third Lanark F.C.             | 2:1                           |
| 28 października 1961          | Rangers F.C.                  | 1:1                           |
| 18 grudnia 1961               | Rangers F.C.                  | 1:3                           |
| 27 października 1962          | Kilmarnock F.C.               | 1:0                           |
| 24 listopada 1996             | Rangers F.C.                  | 3:4                           |
| 17 marca 2013                 | St. Mirren F.C.               | 2:3                           |

## Derby Edynburga

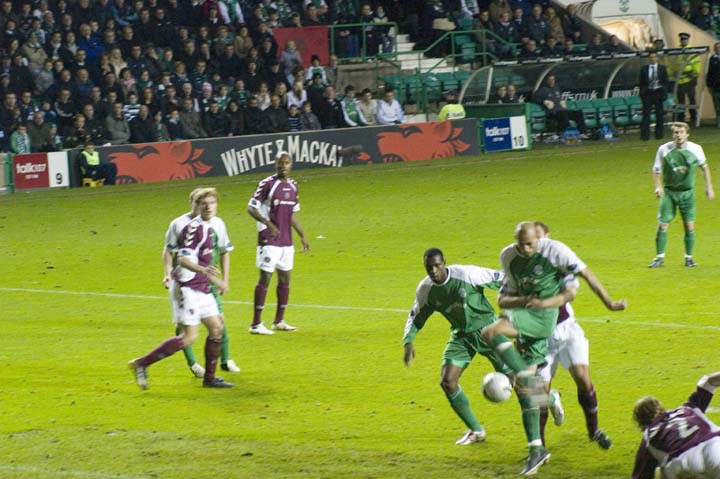
Jeden z meczów derbowych

Za najsłynniejsze derby Szkocji uznaje się Old Firm, czyli potyczki między klubami: Celtic F.C. i Rangers. Jednak starsza jest rywalizacja między Hibernian F.C. i Heart of Midlothian F.C..
Pierwszy raz obie drużyny natknęły się na siebie tuż po ich utworzeniu, 24 grudnia 1875 roku. Gospodarzem meczu był Hibernian F.C., to zwycięzcą meczu okazali się Hearts, którzy wygrali to spotkanie 1:0. Mecz rozegrany w Wigilię Bożego Narodzenia zapoczątkował tradycję pojedynków derbowych.
Derby Edynburga swym charakterem i kontekstami przypomina rywalizację Old Firm.
Podłoże obu derbów ma charakter religijny. Hibernian, podobnie jak Celtic F.C. to klub utożsamiany z katolicką częścią szkockiego społeczeństwa, natomiast Hearts uważani są za klub protestancki. Hearts zdobywali czterokrotnie mistrzostwo Szkocji, czterokrotnie Puchar Ligi, oraz sześciokrotnie Pucharów Szkocji. Natomiast Hibernian, pomimo iż zdobył tyle samo mistrzostw Szkocji co „Serca”, ma skromniejszy dorobek pucharowy – trzy Puchary Ligi oraz dwa Puchary Szkocji.
Podteksty te sprawiły, że mecze derbowe należą do widowiskowych spotkań, a kluby traktują je prestiżowo.

### Statystyki
stan na 2 stycznia 2016 
| Wszystkie mecze | Wszystkie mecze   | Wszystkie mecze | Wszystkie mecze      |
| Mecze           | Zwycięstwa Hearts | Remisy          | Zwycięstwa Hibernian |
| --------------- | ----------------- | --------------- | -------------------- |
| 719             | 346               | 138             | 235                  |

## Tynecastle Stadium

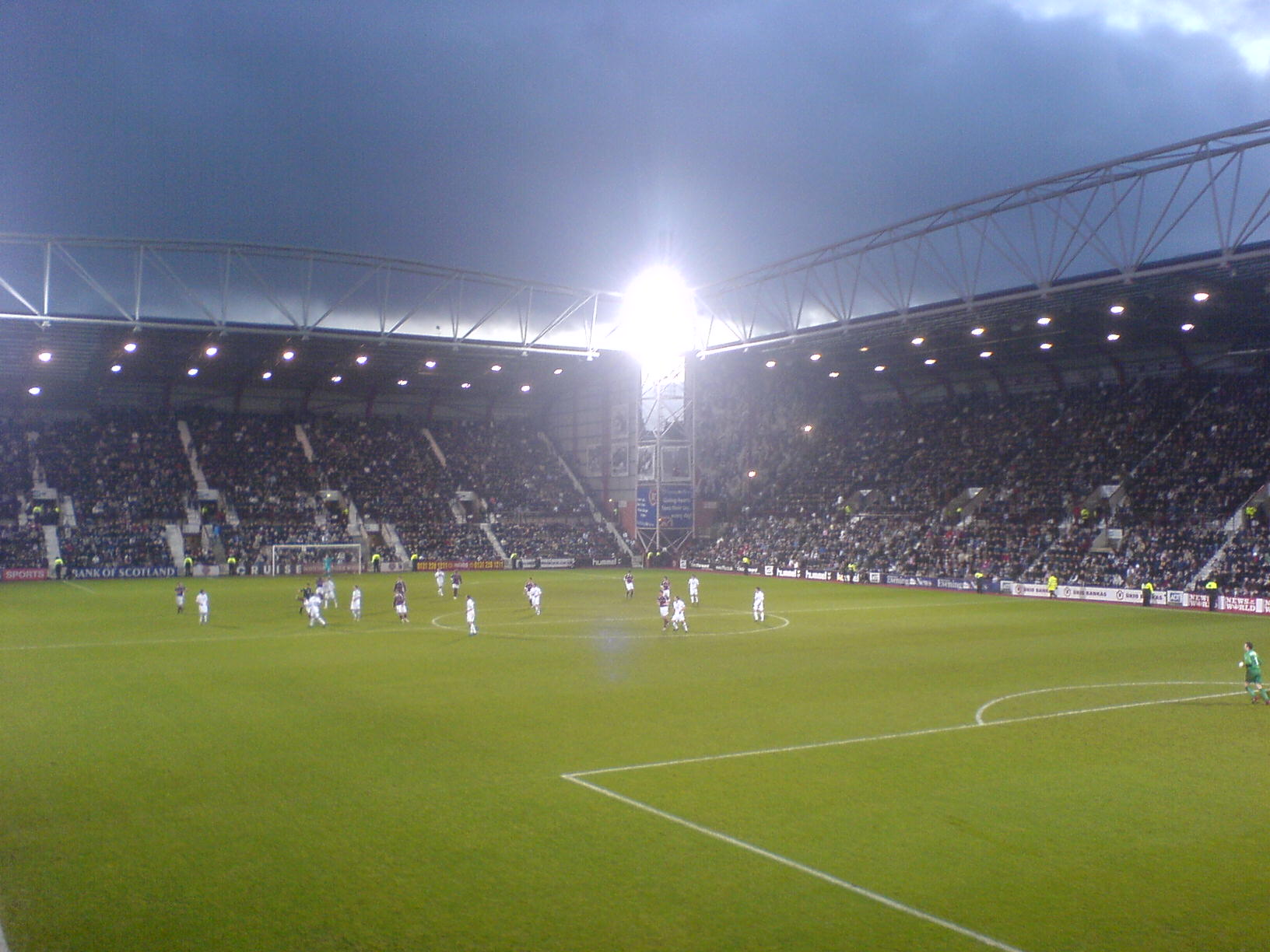
Tynecastle Stadium podczas meczu

Hearts mecze domowe rozgrywają na Tynecastle Stadium, popularnie zwanym przez kibiców Tynie. Inauguracja stadionu odbyła się 10 kwietnia 1886. W pierwszym spotkaniu na nowym obiekcie „Serca” w towarzyskim meczu pokonały angielski klub piłkarski – Bolton Wanderers F.C. 4:1.
26 marca 1892, sześć lat od otwarcia, na Tynecastle rozegrano pierwszy międzynarodowy mecz piłkarski pomiędzy: reprezentacją Szkocji i reprezentacją Walii, zakończony wygraną gospodarzy 6:1.
Na początku XX wieku klub rozbudowywał stadion, dostawiając kolejne trybuny w latach: 1903, 1911 oraz 1914. Wiązało się to kosztami sięgającymi zawrotnej wówczas kwoty 12 000 funtów.
Rok 1927 przyniósł nowe możliwości dotarcia do kibiców po tym, jak BBC rozpoczęła nadawanie relacji sportowych z meczów Hearts. W okresie międzywojennym padł również rekord frekwencji na stadionie. Mecz Pucharu Szkocji, który został rozegrany 13 lutego 1932 przeciwko drużynie Rangers F.C. obejrzało 53 396 widzów.
W latach 50. pojemność stadionu ograniczono do 49 000 miejsc, kierując się względami bezpieczeństwa. Po katastrofach na Ibrox Park w 1971 oraz na Hillsborough Stadium w 1989, pojemność Tynecastle Stadium została ograniczona do 30 tysięcy widzów. Sam obiekt przeszedł gruntowną modernizację w połowie lat 90. wyniku której wybudowano od podstaw trybuny: Wheatfield Stand i Roseburn Stand.
Pojemność obiektu wynosi 17 529 miejsc siedzących. Istnieją plany dotyczące rozbudowy stadionu, obejmujące między innymi przebudowę głównej trybuny, dzięki czemu będzie istniała możliwość jednoczesnego uczestnictwa na stadionie ponad 20 000 ludzi

## Trenerzy
| Lp. | Lata urzędowania | Trener                 | Lp. | Lata urzędowania | Imię i nazwisko     |
| --- | ---------------- | ---------------------- | --- | ---------------- | ------------------- |
| 1.  | 1901 – 1903      | Peter Fairley          | 16. | 1982 – 1990      | Alex MacDonald      |
| 2.  | 1903 – 1908      | William Waugh          | 17. | 1990 – 1993      | Joe Jordan          |
| 3.  | 1908 – 1909      | James McGhee           | 18. | 1993 – 1994      | Sandy Clark         |
| 4.  | 1910 – 1919      | William John McCartney | 19. | 1994 – 1995      | Tommy McLean        |
| 5.  | 1919 – 1935      | William McCartney      | 20. | 1995 – 2000      | Jim Jefferies       |
| 6.  | 1935 – 1937      | David Pratt            | 21. | 2000 – 2004      | Craig Levein        |
| 7.  | 1937 – 1940      | Frank Moss             | 22. | 2004 – 2005      | John Robertson      |
| 8.  | 1941 – 1951      | David McLean           | 23. | 2005             | George Burley       |
| 9.  | 1951 – 1966      | Tommy Walker           | 24. | 2005 – 2006      | Graham Rix          |
| 10. | 1966 – 1970      | John Harvey            | 25. | 2006 – 2007      | Valdas Ivanauskas   |
| 11. | 1970 – 1974      | Bobby Seith            | 26. | 2006             | Eduard Małofiejew   |
| 12. | 1974 – 1977      | John Hagart            | 27. | 2007             | Anatolij Koroboczka |
| 13. | 1977 – 1980      | Willie Ormond          | 28. | 2007 – 2008      | Stephen Frail       |
| 14. | 1980 – 1981      | Bobby Moncur           | 29. | 2008 – 2010      | Csaba László        |
| 15. | 1981             | Tony Ford              | 30. | 2010–2011        | Jim Jefferies       |

## Piłkarze

### Skład zespołu – sezon 2015/16
| Nr | Poz. | Piłkarz              |
| -- | ---- | -------------------- |
| 1  | BR   | Neil Alexander       |
| 2  | PO   | Callum Paterson      |
| 4  | OB   | Błażej Augustyn      |
| 5  | OB   | Alim Öztürk          |
| 6  | PO   | Morgaro Gomis        |
| 7  | PO   | Jamie Walker         |
| 8  | PO   | Prince Buaben        |
| 9  | NA   | Soufian El Hassnaoui |
| 10 | NA   | Osman Sow            |
| 11 | PO   | Sam Nicholson        |

| Nr | Poz. | Piłkarz           |
| -- | ---- | ----------------- |
| 12 | PO   | Billy King        |
| 13 | BR   | Jack Hamilton     |
| 14 | PO   | Miguel Pallardó   |
| 15 | BR   | Scott Gallacher   |
| 17 | OB   | Juwon Oshaniwa    |
| 18 | OB   | Igor Rossi Branco |
| 19 | NA   | Juanma            |
| 20 | NA   | Gavin Reilly      |
| 21 | PO   | Kenny Anderson    |
| 22 | OB   | Jordan McGhee     |

## Kibice
Klub posiada rozbudowaną sieć fanów, którzy tworzą The Heart of Midlothian Supporters' Trust (HOMST) – oficjalny fanklub zespołu dofinsansowywany przez władze klubu. Organizacja została założona w styczniu 2003, odpowiedzialna jest za transport fanów Hearts na miejsce spotkań. HOMST jest członkiem Supporters Direct – organizacji zrzeszającej fankluby w całej Wielkiej Brytanii. Fanklub jest wspierany przez Heart of Midlothian Shareholders' Association – lokalną organizację udziałowców klubu. Oficjalna strona Heart of Midlothian oferuje forum internetowe przeznaczone dla fanów.
Kibice zespołu mają możliwość podania swoich danych adresowych w archiwum klubu – każdy zainteresowany może wstąpić do Federation of Hearts Supporters' Clubs, której przewodniczącym jest John Borthwick. prowadzony jest również fanklub dla dzieci poniżej 16 lat – Hearts Juniors, którego szefem jest obecnie (kwiecień 2009) Eggert Jonsson. Fankluby Hearts w porozumieniu z klubem prowadzą charytatywne aukcje internetowe (osadzone w serwisie eBay), na których sprzedawane są gadżety i pamiątki związane z zespołem.

## Sponsorzy
Zespół jest sponsorowany przez brytyjskie korporacje istotne dla rodzimej gospodarki. Głównym sponsorem Hearts jest Clydesdale Bank, koszulki swoim logiem sygnuje Ūkio bankas, zaś za sprzęt sportowy odpowiedzialna jest firma Umbro. Do sponsorów Hearts należą również: firma bukmacherska Ladbrokes, dostawcy usług informatycznych: Microsoft i Dell, Coca-Cola Company, producent wody Vittel, sieć hoteli Marriott International oraz dom handlowy Jenners w Edynburgu. Partnerami medialnymi Hearts są: BBC Radio Scotland, szkocka telewizja STV, agencja sportowa Sportfive, dziennik The Sun, stacja radiowa Talk 107 oraz stacja telewizyjna ITV Evening News. Do partnerów strategicznych należą: Walkers, Nestlé, rada miasta Edynburg oraz serwis oferujący bilety, Ticketmaster.

## Symbole klubu

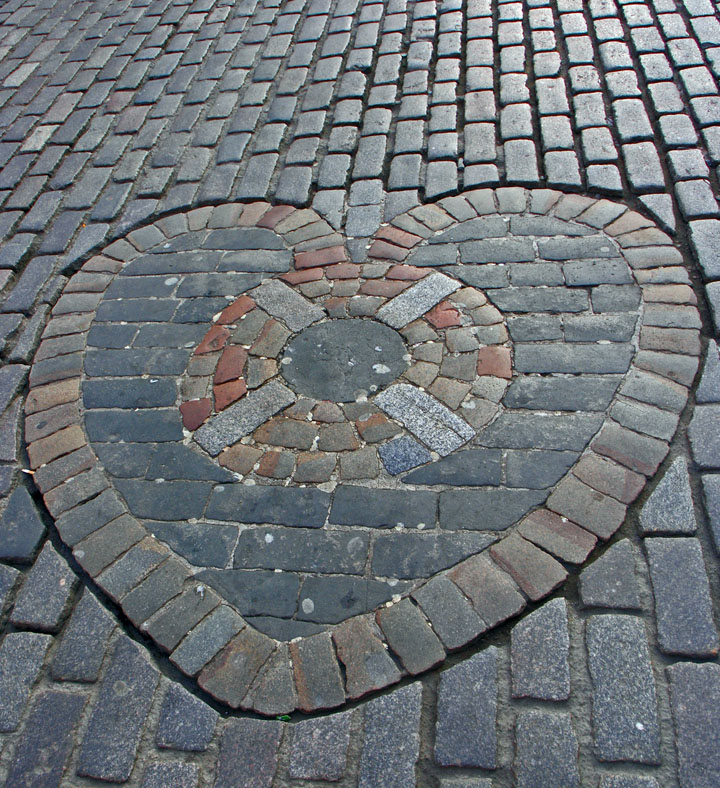
Heart of Midlothian

Pierwotnie stroje klubu byłby całkowicie białe z akcentami kasztanowymi koloru i sercem wyszytym na piersi – zespół występował w tych strojach do 1876. Przez jeden sezon zespół grał w strojach z czerwonymi, niebieskimi i białymi paskami (byłby to kolory klubu St. Andrew, który zaczerpnął barwy z symboli St. Andrew’s University, z którego pochodziło większość członków zespołu). W wyniku modyfikacji obecnie barwy Hearts to przeważnie kasztanowy, kolor, z którym władze klubu identyfikowały się od momentu powstania. Przed sezonem 2008–2009 kolor strojów (kasztanowo-biały) ewoluował w stronę całkowicie kasztanowego.
Logo klubu zainspirowane zostało wyglądem mozaiki wmurowanej w kamienisty trakt na rynku w Edynburgu zwanej Heart of Midlothian.
Maskotkami klubu są Tynie i Teenie Tiger. Maskotki po raz pierwszy zostały zaprezentowane 6 sierpnia 2006 po wygranym przez Hearts meczu z Celtikiem 2:1, w podziękowaniu dla strzelca zwycięskiej bramki, Romana Bednářa.
Autorem nieoficjalnego hymnu zespołu, Hearts Song, jest Hector Nicol, kibic St. Mirren. Utwór jest odśpiewywany przed każdym meczem na Tynecastle Stadium.

## Statystyki

### Rekordy klubowe
- Najwyższe zwycięstwo Hearts: 9:0 (czterokrotnie)[176]
- Najwyższa przegrana Hearts: 0:7[176]
- Najwyższa frekwencja na derbach: 65 860 (Easter Road Stadium, 2 stycznia 1950)[177]
- Najwyższa frekwencja: 53 396 osób, w meczu przeciwko Rangers F.C., 3 runda Pucharu Szkocji, 13 lutego 1932[178]
- Najwyższa średnia frekwencja w sezonie: 28 195 osób na mecz, sezon 1948/49 (15 meczów)[179]
- Najwięcej rozegranych meczów: Gary Mackay, 640 (515 liga, 58 Puchar Szkocji, 46 Puchar Ligi, 21 europejskie puchary) 1980–1997[180]
- Najwięcej rozegranych meczów ligowych: Gary Mackay, 515[180]
- Najwięcej strzelonych goli w lidze: John Robertson, 214, 1983–1998[181]
- Najwięcej strzelonych goli w sezonie: Barney Battles, 44[182]
- Najbardziej utytułowany zawodnik: John Cumming (2 Mistrzostwa Szkocji, 1 Puchar Szkocji, 4 Puchary Ligi) 1954–1962[183]
- Najdrożej kupiony zawodnik: Mirsad Bešlija, kupiony z KRC Genk za 850 000 funtów, 2006[184]
- Najdrożej sprzedany zawodnik: Craig Gordon, sprzedany do Sunderland A.F.C. za 9 000 000 funtów, 2007[185]

### Europejskie puchary
Hearts wystąpili w europejskich pucharach, grając 10-krotnie w Pucharze UEFA, 3-krotnie w Pucharze Europy, 3-krotnie w Pucharze Miast Targowych 3-krotnie w rozgrywkach Pucharu Zdobywców Pucharów, oraz 3 razy w Lidze Europy, licząc sezonami.
Za największy sukces klubu w europejskich rozgrywkach uznaje się dojście do ćwierćfinału Pucharu UEFA w sezonie 1988/1989; w ośmiu meczach klub odnotował 5 zwycięstw, w tym wygraną 1:0 nad Bayernem Monachium, jeden mecz zremisował oraz dwa spotkania przegrał.
| Mecze Hearts w europejskich pucharach | Mecze Hearts w europejskich pucharach | Mecze Hearts w europejskich pucharach | Mecze Hearts w europejskich pucharach |
| Mecze                                 | Zwycięstwa                            | Remisy                                | Porażki                               |
| ------------------------------------- | ------------------------------------- | ------------------------------------- | ------------------------------------- |
| 76                                    | 28                                    | 17                                    | 31                                    |